# Glavočić pećinski
Glavočić pećinski (lat. Speleogobius trigloides) ili kako se još naziva glavočić od grote je riba iz porodice glavoča (lat. Gobiidae). Ova mala ribica naraste samo do 2,2 cm duljine, a živi na kamenitom dnu u većim ili manjim šupljinama (rupama ili špiljama), na dubinama do 25 m. Do sada je pronađen samo na nekoliko lokacija na Jadranu, i to pored Rovinja, te oko otoka Krk, Prvić i Hvar. Crvenkaste je boje, s kosim crnim prugama po tijelu. 

## Rasprostranjenost
Glavočić pećinski je endemska vrsta Jadrana, gdje je do sada pronađen na samo četiri lokacije.

## Vanjske poveznice
|  | Zajednički poslužitelj ima još gradiva o temi Speleogobius trigloides |
|  | Wikivrste imaju podatke o taksonu Speleogobius trigloides             |